# Nationaal park Great Otway
Het nationaal park Great Otway (Engels: Great Otway National Park) is een nationaal park in de Australische deelstaat Victoria. Het park bevindt zich aan de Great Ocean Road en is 103.190 hectare groot.

## Geschiedenis
Het nationaal park Great Otway ontstond in 2005 door de samenvoeging van Nationaal park Otway met Angahook-Lorne State Park, Carlisle State Park, Melba Gully State Park en enkele andere bosgebieden.

## Geografie
Het nationaal park Great Otway ligt aan de zuidwestkust van Victoria aan de Zuidelijke Oceaan. De zuidpunt van het nationaal park wordt gevormd door Cape Otway. Ten oosten van deze kaap liggen hoofdzakelijk stranden met bos tot aan het strand. Kliffen domineren de kustlijn ten westen van Cape Otway, doorlopend tot de beroemde rotsformaties van het Nationaal park Port Campbell zoals de Twelve Apostles.

## Flora en fauna
Het nationaal park Great Otway is begroeid met eucalyptusbossen en gematigde regenwouden waarin boomvarens domineren. Tot de fauna behoren onder meer de koala en het vogelbekdier.
Alfred · 
Alpine · 
Baw Baw · 
Brisbane Ranges · 
Burrowa-Pine Mountain · 
Chiltern Box-Ironbark · 
Churchill · 
Coopracambra · 
Croajingolong · 
Dandenong Ranges · 
Errinundra · 
French Island · 
Grampians · 
Hattah-Kulkyne · 
Kinglake · 
Lake Eildon · 
Lind · 
Little Desert · 
Lower Glenelg · 
Mitchell River · 
Mornington Peninsula · 
Morwell · 
Mount Buffalo · 
Mount Eccles · 
Mount Richmond · 
Murray-Sunset · 
Organ Pipes · 
Otway · 
Port Campbell · 
Snowy River · 
Tarra-Bulga · 
Terrick Terrick · 
The Lakes · 
Wilsons Promontory · 
Wyperfeld · 
Yarra Ranges
Nationale parken in: AUS · NSW · NT · QLD · SA · TAS · VIC · WA